# Verkehrsverbund Mittelthüringen

Logo VMT

Mobilticket

Der Verkehrsverbund Mittelthüringen ist ein Verkehrsverbund des öffentlichen Nahverkehrs (ÖPNV) im mittleren Thüringen. Er umfasst die Städte Eisenach, Erfurt, Weimar, Jena und Gera sowie die Landkreise Gotha, Weimarer Land, Saale-Holzland-Kreis, Saale-Orla-Kreis und Saalfeld-Rudolstadt.
Träger des Verkehrsverbundes Mittelthüringen ist die Verkehrsgemeinschaft Mittelthüringen GmbH. Im Rahmen dieses Verkehrsverbundes wurde der Verbundtarif Mittelthüringen (kurz VMT oder auch Voll-Mobil-Ticket) eingeführt, der für Züge sowie Straßenbahn- und Buslinien in den kreisfreien Städten Erfurt, Weimar, Jena und Gera sowie im Landkreis Weimarer Land mit der Stadt Apolda gilt. Der Tarifzusammenschluss entstand vor allem wegen der hohen Pendler- und Fahrgastzahlen zwischen den vier Städten.

## Geschichte
Der Verbundtarif trat am 1. April 2006 in Kraft und löste damit den RegioMobil-Tarif ab, der ein Vorgängerversuch der Deutschen Bahn war. Die Höhe der Fahrpreise ergibt sich aus der Anzahl der zu durchfahrenden Tarifzonen. Mit dem Fahrausweis können die Züge der Deutschen Bahn, Abellio Rail Mitteldeutschland, Süd-Thüringen-Bahn und Erfurter Bahn, der Nahverkehr in den Städten sowie der Regionalbusverkehr der kommunalen und privaten Verkehrsunternehmen im Verbundgebiet genutzt werden.
Zum Fahrplanwechsel im Februar 2009 wurden an den Bahnhöfen im Verbundgebiet Entwerter eingeführt, sodass die von Teilen der Kundschaft als unpraktisch empfundene Regelung, Fahrscheine ausschließlich zum sofortigen Fahrtantritt zu verwenden, entfiel.
Am 12. Dezember 2010 wurde der VMT um den Saale-Holzland-Kreis, die restlichen Teile des Kreises Weimarer Land, den Landkreis Gotha sowie die Stadt Gera erweitert. Darüber hinaus sind die Bahnlinien bis Bad Langensalza sowie einzelne Bahn- und Buslinien bis Sömmerda, Zeitz, Neustadt an der Orla, Rudolstadt, Oberhof, Schmalkalden und Eisenach in den Verbundtarif eingebunden. Zum Fahrplanwechsel im Dezember 2020 trat die Erweiterung des Verbundgebietes auf den Landkreis Saalfeld-Rudolstadt und den Saale-Orla-Kreis in Kraft. Hinzu kamen einige Bahnstreckenabschnitte außerhalb dieser Landkreise.
Am 11. April 2025 schlossen der Verkehrsverbund Mittelthüringen und das Thüringer Ministerium für Digitales und Infrastruktur eine Absichtserklärung mit den Landkreisen Schmalkalden-Meiningen und Hildburghausen und der kreisfreien Stadt Suhl über einen Beitritt zum Verkehrsverbund Mittelthüringen.

## Tarifregelungen
Der Verkehrsverbund Mittelthüringen ist in 106 Tarifzonen unterteilt. Es gibt vier City-Tarif-Zonen Erfurt (10), Weimar (20), Jena (30), Gera (40) sowie 102 Regio-Tarif-Zonen.

### Bahnstrecken
Folgende Bahnstrecken sind vollständig bzw. abschnittsweise im Verbundgebiet:
- Thüringer Bahn (Bad Kösen – Großheringen – Apolda – Weimar – Erfurt – Gotha – Eisenach)
- Holzlandbahn (Weimar – Jena – Gera)
- Saaletalbahn (Großheringen – Jena – Rudolstadt – Saalfeld)
- Bahnstrecke Leipzig–Gera–Saalfeld (Crossen Ort – Gera – Saalfeld – Probstzella)
- Bahnstrecke Weimar–Kranichfeld
- Bahnstrecke Sangerhausen-Erfurt (Erfurt – Sömmerda)
- Bahnstrecke Wolkramshausen-Erfurt (Erfurt – Gebesee)
- Bahnstrecke Kühnhausen–Bad Langensalza
- Bahnstrecke Gotha–Leinefelde (Gotha – Bad Langensalza)
- Bahnstrecke Fröttstädt – Friedrichroda
- Bahnstrecke Arnstadt–Saalfeld
- Schwarzatalbahn (Rottenbach – Katzhütte)
- Bahnstrecke Neudientendorf–Ritschenhausen (Neudientendorf – Arnstadt Süd)
- Bahnstrecke Hockeroda–Unterlemnitz (Hockeroda – Blankenstein)
- Bahnstrecke Orlamünde–Oppurg
- Bahnstrecke Werdau–Mehltheuer (Weida – Weida Altstadt)

### Fahrradmitnahme
Das Fahrrad kann in allen Nahverkehrszügen kostenfrei mitgenommen werden. In den Bussen und Straßenbahnen ist für die Mitnahme eines Fahrrades innerhalb des VMT-Gebietes grundsätzlich eine „Hunde-/Fahrradkarte“ des VMT zu lösen, die ab Entwertung 6 Stunden lang gültig ist.

## Beteiligte Verkehrsunternehmen
Bus/Straßenbahn:
- Erfurter Verkehrsbetriebe (EVAG)
- Stadtwirtschaft Weimar
- Jenaer Nahverkehr GmbH
- JES Verkehrsgesellschaft im Saale-Holzland-Kreis und Jena
- Personenverkehrsgesellschaft Weimarer Land (PVG), Apolda[6]
- RVG Regionalverkehr Gera/Land im Saale-Holzland-Kreis und Gera
- KomBus GmbH im Saale-Orla-Kreis und im Landkreis Saalfeld-Rudolstadt[7]
- GVB Verkehrs- und Betriebsgesellschaft Gera mbH
- PRG Personen- und Reiseverkehr Greiz in Gera
- Gothaer Straßenbahn und Thüringer Waldbahn
- Verkehrsunternehmen Andreas Schröder
- Verkehrsgemeinschaft Landkreis Gotha

Eisenbahn:
- Abellio Rail Mitteldeutschland
- DB Regio Südost
- Erfurter Bahn
- Süd-Thüringen-Bahn
- DB RegioNetz Verkehrs GmbH – Oberweißbacher Berg- und Schwarzatalbahn[8]

## Statistik
- Einwohner im Verbundgebiet (Erfurt, Weimar, Weimarer Land, Jena)
  - 2005: 451 058
  - 2007: 457 032
  - 2011: 1 163 844
- Beförderte Personen pro Jahr (Schätzung)
  - 2005 und 2007: 48 000 000
- Personenkilometer pro Jahr (Schätzung)
  - 2005 und 2007: 300 000 000 (durchschnittlich 6,25 km/Person/Fahrt)
- Bahnhöfe, Haltepunkte, Haltestellen
  - 2005: 871
  - 2007: 811
- Fahrzeuge
  - 2005: 519
  - 2007: 500
- Linien
  - 2005 und 2007: 104, davon 12 Eisenbahn-, 13 Straßenbahn-, 43 Stadtbus- und 36 Regionalbuslinien
- Eingebundene Verkehrsunternehmen
  - 2005 und 2007: 8
  - 2011: 13

## Kritik

### Generelle Kritik
In der Kritik stehen sowohl die als nicht bedarfsgerecht empfundene Ausgestaltung der Tarife, als auch der Zwang zum Verbundtarif, der verbraucherfreundliche Wahlmöglichkeiten verhindert. Der überwiegende Teil des Eisenbahnverkehrs im Verbundgebiet findet auf der Achse Erfurt–Weimar–Jena statt. Hier wiederum ist der Anteil von Nur-Bahnfahrern sehr groß. Diese Kundengruppe sieht sich seit Einführung des Verbundtarifs mit zum Teil deutlichen Preiserhöhungen konfrontiert, ohne dafür eine entsprechende Leistung in Anspruch zu nehmen. Diesen Kunden stehen jedoch in den Städten nun ohne Mehrpreis auch die städtischen Verkehrsmittel zur Verfügung. Im restlichen Verbundgebiet jenseits der Hauptachse, das durch starke regionale Zergliederung geprägt ist, stellt das Nahverkehrsangebot oft nur eine schlechte Alternative zum Individualverkehr dar, so dass sich die positiven Aspekte eines Verbundtarifs hier nicht in gewünschter Weise entfalten konnten. Die Kritik wird vom Fahrgastverband Pro Bahn getragen und formiert sich mittlerweile auch in Initiativen von Nutzern des Nahverkehrs.

### BahnCard-50-Inhaber
Durch die anfängliche Nichtanerkennung der BahnCard 25 und 50 kam es für Besitzer dieser Karten zu Preissteigerungen. So betrug der Preisunterschied zwischen Regionalbahn und ICE auf der Strecke Erfurt–Weimar für einen BahnCard-50-Kunden lediglich 0,85 Euro. Dies führte zu einer unerwünschten erhöhten Nutzung der ICE-Züge zwischen Erfurt und Weimar durch Regionalverkehrskunden.
Zum 1. Januar 2008 wurde daher ein 25-%-BahnCard-Rabatt eingeführt. Dieser wird Inhabern der BahnCard 25 oder BahnCard 50 bei der Fahrt durch mindestens zwei Tarifzonen gewährt. Die BahnCard 100 wird als Jahreskarte in den Zügen und im Stadtverkehr in Erfurt, Weimar, Jena und Gera anerkannt. Im Regionalbusverkehr gilt mit allen BahnCards ein 25%iger Rabatt.
Bei BahnCard-50-Inhabern kann es bei reinen Zugfahrten so zum Kuriosum kommen, dass längere aus dem Verbund ausbrechende Fahrten oder Fernverkehrsfahrten günstiger sind als Fahrten zum Verbundtarif. Zwei Gründe sind hierfür ausschlaggebend: Im Verbundtarif sind mögliche Bus- und Straßenbahn-Fahrten enthalten und die im Verbund beteiligten Verkehrsunternehmen erhalten nur eine geringe Entschädigung für die Anerkennung der BahnCards.